# František Cinger
František Cinger (* 18. března 1956, Praha) je český novinář, publicista a autor literatury faktu. Vystudoval obor čeština-dějepis na Filozofické fakultě Univerzity Karlovy.

## Publikace
- Bylo jich deset - Rozhovory se smrtelnými nesmrtelnými, 2001
- Smějící se slzy aneb Soukromý život Jana Wericha, 2004
- Šťastné blues aneb z deníku Jaroslava Ježka, 2006
- 3 x 18: Portréty a postřehy (s Arnoštem Lustigem), 2007
- Arnošt Lustig zadním vchodem, 2009
- Jaroslav Seifert - Laskavě neústupný pěvec, 2011
- Český osud, 2011